# 岐阜県道180号松原芋島線
岐阜県道180号松原芋島線（ぎふけんどう180ごう まつばらいもじません）とは岐阜県各務原市と岐阜県岐阜市を結ぶ一般県道である。

## 概要

### 路線データ
- 起点：岐阜県各務原市川島松原町（岐阜県道114号一宮各務原線交点）
- 終点：岐阜県岐阜市芋島（岐阜県道77号岐阜環状線交点、国道21号交点）

## 重複区間
- 岐阜県道93号川島三輪線（各務原市川島笠田町の交点以北から岐阜県道178号下中屋笠松線交点）
- 岐阜県道178号下中屋笠松線（羽島郡笠松町米野）

## 通行止め区間
- 川島大橋
  - 橋脚異常（橋脚の傾き）のため、2021年（令和3年）5月28日22時から、川島大橋南交差点から河川環境楽園東口交差点までの約700mが通行止めとなる。2022年3月現在は川島大橋の撤去及び架け替えのため、川島大橋の区間のみ通行止め。
  - 2022年8月26日に歩行者自転車専用の仮橋が川島大橋下流約300mに建設され、歩行者自転車は仮橋を経由して通行可能となっている[1][2]。

## 主な橋
- 川島大橋（木曽川本流）
- もぐり橋（北派川）
- 鉄砲橋　（旧・鉄砲川）

## 地理
- 木曽川本流、新境川（北派川）を渡る。岐阜県道93号川島三輪線との重複区間（「河川環境楽園東口交差点」 - 岐阜県道178号下中屋笠松線）のうち、国営木曽三川公園かさだ広場付近から岐阜県道178号下中屋笠松線の交点付近までは、河川敷を通る珍しい道路である。

### 通過する自治体
- 岐阜県
  - 各務原市
  - 羽島郡
    - 笠松町
    - 岐南町

  - 岐阜市

### 主な接続道路
- 岐阜県道114号一宮各務原線（各務原市）
- 岐阜県道115号一宮川島線（各務原市）
- 岐阜県道93号川島三輪線（各務原市）
- 岐阜県道178号下中屋笠松線（羽島郡笠松町）
- 国道21号（岐阜市）
- 岐阜県道77号岐阜環状線（岐阜市）

### 沿線
- 川島市民サービスセンター
- 各務原市立川島小学校
- 川島会館
- かさだ広場
- 物見神社

## 別名
- 川島ハナミズキ街道（各務原市（旧川島町））
- 旧国道21号（各務原市）

## その他
- 岐阜市芋島1丁目 - 2丁目は、旧国道21号にあたる。